# Верхньотроїцьке (Бакалинський район)
Верхньотро́їцьке (рос. Верхнетроицкое, башк. Үрге Троицкий) — присілок у складі Бакалинського району Башкортостану, Росія. Входить до складу Старошарашлинської сільської ради.
Населення — 16 осіб (2010; 24 у 2002).
Національний склад:
- росіяни — 42 %
- кряшени — 37 %